# بيتر إي. بيري
بيتر إي. بيري (بالإنجليزية: Peter E. Perry)‏ هو سياسي أمريكي، ولد في 22 يونيو 1901 بفيلادلفيا في الولايات المتحدة، وتوفي بنفس المكان في 17 مايو 1993. حزبياً، نشط في الحزب الديمقراطي. وقد انتخب عضو مجلس نواب بنسيلفانيا.